# Élasthanne

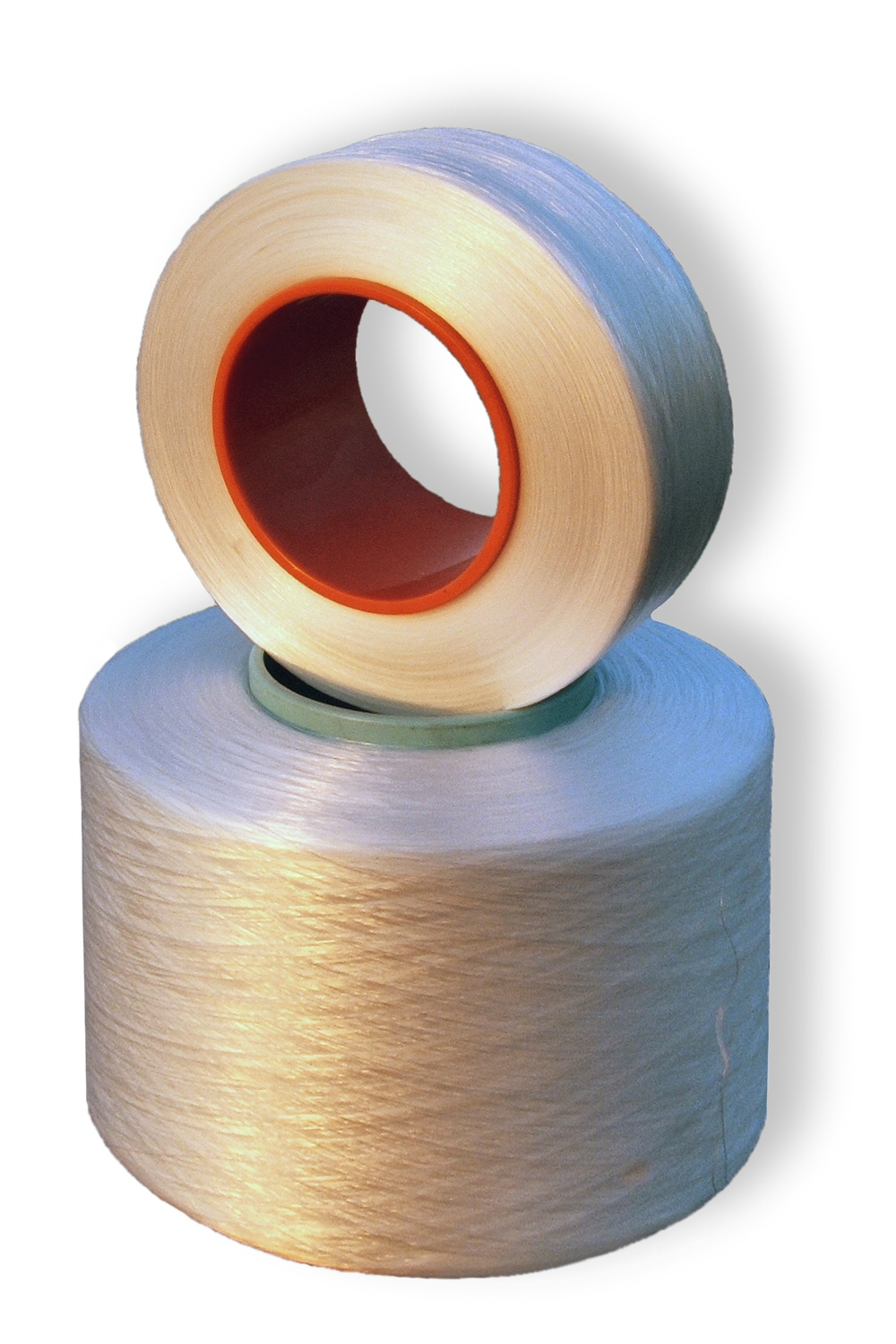
Bobines d'élasthanne.

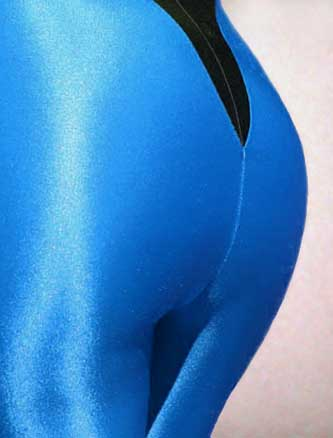
Collant en élasthanne.

L’élasthanne, élasthane (par contraction d'élastique et de polyuréthane), ou Lycra (nom commercial), est une fibre synthétique réputée pour son élasticité.

## Historique
Mis au point en 1958 par le scientifique Joseph Shivers de la société américaine DuPont après dix années de recherche, ce matériau, initialement appelé « fibre K », est dérivé du polyuréthane. Plus résistant que le latex, il est apprécié pour son élasticité.
Élasthanne se traduit en anglais par spandex ou elastane. Lycra est la marque commerciale déposée par la société DuPont ; elle est désormais propriété de la société Invista.
Dès le début des années 1960, l'élasthanne s'est répandu dans l'industrie textile.
En 1970, l'élasthanne s'est introduit dans le marché des vêtements de sport, d'abord dans le domaine du cyclisme, puis de la gymnastique et de la danse.
Dans les années 1980, son usage s'est élargi à d'autres vêtements comme les pantalons dits stretch, composés de toile de coton (éventuellement en denim pour les jeans), auquel il est ajouté une petite proportion d'élasthanne (entre 2 et 10 %) qui les rend étirables. À cette époque, la tendance des vêtements moulants est décuplée en occident.

## Utilisation
L'industrie textile a rapidement adopté l'élasthanne comme matière première dans la conception de nombreux vêtements, dès lors que l’élasticité devenait un argument pour des raisons de confort ou d'esthétique.
On retrouve de nombreux vêtements contenant de l'élasthanne dans le domaine sportif, en particulier pour les maillots de bain, les justaucorps et collants de danse ou de gymnastique, les combinaisons de ski et vêtements, de patinage ou de bobsleigh, les shorts de cyclistes ou de coureurs à pied, gants, etc.
Cela n'exclut cependant pas le domaine du vêtement « traditionnel ». D'autres articles textiles intègrent de l'élasthanne dans leur composition : chaussettes, sous-vêtements, pulls à col roulé, pantalons, soutien-gorge, etc. L'utilisation de cette nouvelle matière a donné naissance au vêtement moulant.
L'élasthanne entre également dans la fabrication d'habits pour femmes enceintes.

## Caractéristiques
Parmi les avantages de l’élasthanne, on retrouve les caractéristiques suivantes :
- une élasticité importante (résistance à 600 % d’allongement avant rupture) ;
- un retour à la forme d'origine après étirement ;
- un séchage plus rapide qu'un tissu « ordinaire ».

## Élasthanne et fétichisme sexuel
L'apparence de seconde peau et le toucher agréable des tissus comprenant de l'élasthanne a provoqué un effet de fétichisme sexuel lié à cette matière.
Ce fétichisme s'est notamment développé en Chine et au Japon, se concrétisant au travers du zentai, sorte de combinaison intégrale.

## Innocuité et allergies
L'élasthanne est responsable de réactions allergiques, d’infections urinaires et de mycoses.
Certains composants utilisés lors de la fabrication de la fibre — notamment le diisocyanate de toluène (TDI) et le 4,4'-diisocyanate de diphénylméthylène — sont toxiques et irritants, et peuvent provoquer une allergie aux vêtements contenant de l'élasthanne en cas de présence résiduelle.
Des cas de dermatite ont été constatés à la suite du port de vêtements contenant de l'élasthanne, mais la faute a été attribuée à la présence de latex (par exemple, dans les élastiques au niveau de la ceinture ou des cuisses)[réf. nécessaire].